# Брайнин, Харальд
Ха́ральд Бра́йнин (также Брайни́н) (Harald Brainin) (3 декабря 1923, Вена — 5 сентября 2006, Вена) — австрийский поэт, писатель и журналист.

## Биография
Старший из четырёх детей Sophie Hecker и Salomon Brainin, будучи евреем, Брайнин бежал после «аншлюса» в 1938 г. в возрасте неполных 15 лет в Великобританию. По причине юного возраста не был интернирован (в отличие от своего двоюродного брата Норберта Брайнина, бежавшего вместе с ним и с ещё пятью младшими детьми Брайниных в сопровождении «двух перепуганных женщин»), был, однако, мобилизован в военную промышленность в качестве фабричного рабочего (по специальности «гальванизатор»). В это время он встречался с Эрихом Фридом и был его самым молодым поэтическим единомышленником. Подобно Фриду, поэзия и политическая ангажированность были для Брайнина нераздельны.
Его лирика демонстрирует неуважительное отношение ко всякой власти и к обскурантизму (в том числе и в его модернизированных облачениях). Политическая составляющая счастливо сочетается в его творчестве с английским юмором. Английский, французский и итальянский языки свободно соседствуют в его немецкоязычной лирике, придавая ей особый шарм.
По возвращении в Вену в 1946 г. Брайнин работал как журналист для de:Austria Presse Agentur, был также корреспондентом The New York Times, работал руководителем прессцентра Международного института прикладного системного анализа в Лаксенбурге, позднее как свободный публицист.
Его сын Михаэль Брайнин —- известный австрийский учёный-нейролог.

## Известные родственники
- Борис Брайнин (Sepp Österreicher), австрийско-российский поэт и переводчик
- Валерий (Вилли) Брайнин, российско-германский музыковед, музыкальный менеджер, поэт
- Макс Брайнин, австрийско-американский рекламный график
- Михаэль Брайнин, австрийский учёный-нейролог
- Рувим Брайнин, еврейский публицист и общественный деятель
- Норберт Брайнин, австрийско-британский скрипач, основатель квартета «Амадеус»
- Фриц (Фредерик) Брайнин, австрийско-американский поэт
- Элизабет Брайнин, австрийский психоаналитик и учёный

## Публикации (избр.)
Rive Gauche, Gedichte aus sechs Jahrzehnten. Zum Teil in englischer, französischer und italienischer Sprache. — Wien : Löcker, 2004. ISBN 3-85409-411-6